# Đặng hoàng hậu (Hán Hòa Đế)
Hòa Hi Đặng Hoàng hậu (chữ Hán: 和熹鄧皇后; 81 - 121), hay còn gọi Hòa Hi Đặng thái hậu (和熹鄧太后), Đông Hán Đặng thái hậu (東漢鄧太后), là Hoàng hậu thứ hai của Hán Hòa Đế Lưu Triệu nhà Đông Hán.
Xuất thân gia tộc họ Đặng ở Tân Dã, Đặng hậu là cháu nội của Đặng Vũ - khai quốc công thần của triều Đông Hán. Sau khi nhập cung, bà được sủng ái và trở thành Kế hậu của Hán Hòa Đế. Sau khi Hòa Đế băng, trước cục diện “Chủ ấu quốc nguy”, Đặng hậu với cương vị Hoàng thái hậu đã thực hiện nhiếp chính triều đình nhà Hán dưới thời Hán Thương Đế và Hán An Đế, được tán dương là người uyên bác và lễ độ. Trong lịch sử Trung Quốc nói chung và triều Hán nói riêng, bà được đánh giá là chính trị gia cai trị hiệu quả cuối cùng của thời Đông Hán, vì các Hoàng đế và Thái hậu của các triều đại sau đều bị cuốn vào việc tranh giành quyền lực và hưởng lạc, khiến chính quyền nhà Hán suy vong. Dưới thời đại của bà, có cuộc hạn hán lớn kéo dài 10 năm được gọi là "Thủy hoạn Thập niên", cùng sự nổi dậy của thế lực Hung Nô và người Khương từ phương Bắc dữ dội, Đặng thái hậu thân là nhiếp chính đã giải quyết ổn thỏa, được lưu danh sử sách.
Dẫu có thực hiện lâm triều xưng chế kiêng kỵ của Nho giáo, nhưng Đặng thái hậu cùng Minh Đức Mã hoàng hậu vẫn được đời sau gọi ["Mã Đặng hiền hậu"], là chuẩn mực một Hoàng hậu hiền huệ tài năng, hiếm có khó tìm. Thời đại xưng chế của bà cũng là cao nhất trong các Thái hậu triều Hán, tổng cộng 15 năm. Mặc dù vang danh hiền minh nhưng Đặng thái hậu vẫn vướng vào khúc mắc chuyên quyền khi nắm giữ đại cục hơn 10 năm mà không chịu hoàn chính cho Hán An Đế, lại còn chủ động thực hiện một việc rất kiêng kỵ là "Phế trưởng lập Ấu", về phương diện chính trị hành động của bà đã để lại không ít lời phê bình.

## Thân thế
Hòa Hi Đặng hoàng hậu, húy Tuy (綏), sinh năm Kiến Sơ thứ 6 (81) thời Hán Chương Đế. Đặng Tuy xuất thân trong gia tộc quyền thế, chính là họ Đặng ở Tân Dã, quận Nam Dương (nay là Nam Dương, Hà Nam, Trung Quốc), một thế tộc rất lâu đời và hiển hách, có mối quan hệ với dòng họ Tân Dã Âm thị cùng vùng, cũng chính là gia tộc của Quang Liệt hoàng hậu Âm Lệ Hoa. Tổ phụ bà là Thái phó Cao Mật hầu Đặng Vũ, công thần khai quốc Đông Hán, từng hướng Hán Quang Vũ Đế Lưu Tú trình lên “Đồ thiên hạ sách”, vang danh thiên hạ, cũng là người đứng đầu trong Vân Đài nhị thập bát tướng trứ danh của Đông Hán. Phụ thân Đặng Huấn (鄧訓), được phong làm "Hộ Khương giáo úy" (護羌校尉), mẫu thân Âm phu nhân (阴夫人) là cháu gái trong gia tộc của Quang Liệt Âm hoàng hậu. Trong nhà bà có ba người anh trai là Đặng Chất (鄧騭), Đặng Khôi (鄧悝), Đặng Hoằng (鄧弘); 1 người chị Đặng Yến (鄧燕) và người em trai Đặng Dung (鄧容).
Trong gia đình quyền thế, Đặng Tuy được dạy dỗ chu đáo từ nhỏ. Bà vô cùng hiểu chuyện và thông minh. Khi Đặng Tuy lên 5 tuổi, Thái phó phu nhân yêu quý cháu gái, đích thân cắt gọn tóc tai cho cháu mình. Thế nhưng phu nhân do tuổi cao nên mắt không được tốt, tay chân không còn nhanh nhẹn, làm trán của Đặng Tuy bị thương, nhưng Đặng Tuy ráng nín nhịn không hé răng lời nào. Người bên cạnh lấy làm lạ, hỏi Đặng Tuy không thấy đau sao mà không khóc, bà nói:"Không phải không đau, nhưng bà nội đã vì cháu mà cắt tóc, nếu cháu khóc thì làm bà buồn lắm!".
Khoảng năm 6 tuổi, Đặng Tuy đã học sách sử, năm 12 tuổi đã thuộc Kinh Thi và Luận Ngữ. Khi nghe các anh đọc sách, bà thường đến gần đặt câu hỏi. Thấy thiên hướng con gái thiên về sách vở, ít chú ý đến việc nữ công, Âm phu nhân nói:"Con không học nữ công, đi học sách vở làm gì? Có thể làm Tiến sĩ được sao?". Do đó để tránh bị Âm phu nhân phàn nàn, Đặng Tuy phải lén đọc sách vào buổi tối, người trong nhà gọi là [Chư Sinh; 諸生]. Cha bà Đặng Huấn lấy thế làm lạ, về sau hễ cứ việc to nhỏ trong nhà đều sẽ hỏi qua Đặng Tuy một chút.

## Nhập cung Hán

### Đắc sủng khiêm nhường
Năm Vĩnh Nguyên thứ 7 (95), Đặng Tuy cùng nhiều nữ tử khác được tuyển chọn vào cung. Bà cao 7 thước 2 tấc, dung mạo thập phần mỹ lệ, tả hữu ai nấy đều kinh ngạc khi trông thấy dáng vẻ của bà. Khi Đặng Tuy nhập cung, Hán Hòa Đế đang sủng ái Âm quý nhân, chắt của Âm Thức (陰識) - huynh trưởng của Quang Liệt Âm hoàng hậu, cũng là người có nhan sắc và học vấn. Bản thân Đặng Tuy và Âm thị có quan hệ họ hàng với nhau.
Năm Vĩnh Nguyên thứ 8 (96), Hán Hòa Đế lập Âm quý nhân làm Hoàng hậu. Từ đó, Âm hoàng hậu tỏ ra kiêu căng. Cùng năm, vào khoảng mùa đông, Đặng Tuy được phong làm Quý nhân, địa vị chỉ dưới Hoàng hậu, năm đó 16 tuổi.
Mặc dù được Hòa Đế sủng ái nhưng Đặng quý nhân luôn hiểu chuyện, khiêm túc mục, cẩn thận tiểu tâm, nhất cử nhất động đều vô cùng chừng mực. Bà làm tròn bổn phận thị thiếp, hầu cận chính thất Âm hậu nhưng vẫn ngày đêm nơm nớp lo sợ làm phật ý Trung cung, hậu hoạn khó lường. Mỗi khi Âm hậu ghen tuông trách móc, Đặng Tuy không tỏ thái độ thù địch mà luôn tuân theo lễ pháp, do đó Hán Hòa Đế và cung nhân bên dưới đều rất tôn trọng bà. Có lần Đặng quý nhân bị ốm, theo quy định chỉ có hoạn quan và cung nữ được ra vào chăm sóc, nhưng Hán Hòa Đế ân chuẩn cho gia đình Quý nhân vào thăm để bà mau lành bệnh. Tuy nhiên, Đặng Tuy lại khiêm tốn từ chối đặc ân, nói rằng: "Trong cung cấm, hành sự cần cẩn trọng, bây giờ thiếp chỉ là tần phi mà Bệ hạ cho người nhà vào thăm, sẽ tổn hại đến Thánh dự, nói Bệ hạ thiên vị thần thiếp, mà thiếp đối với kẻ dưới cũng thêm phần hỏ thẹn. Cả hai bên cùng chịu thương tổn, không nên chút nào!". Hán Hòa Đế lại nói: "Người khác đều cho rằng có thể thường xuyên ra vào cung cấm là vinh dự, mà nàng lại tự lấy đó làm điều sầu khổ, nguyện chịu thiệt thòi chứ không muốn nhận ân vinh, thật hiếm có a!".
Mỗi khi có yến hội, chúng phi tần đều tranh nhau tô son điểm phấn, kim thoa trâm gắn vô cùng bắt mắt, mặc cả thường y lụa hoa tiên minh chiếu sáng ngời ngời, riêng Đặng Tuy cô tình dùng y phục trắng, không trang điểm, tự nhiên thuần khiết. Nếu có y phục gần giống với Âm hậu, bà lập tức thay đổi. Mỗi khi diện kiến Hòa Đế và Âm hậu, Đặng Tuy đều không dám ngồi mà luôn đứng thẳng, khi Hoàng hậu đi thì cung kính lạy chào, hoàn toàn xem Hoàng hậu giống như Hoàng đế, hết mực tôn sùng. Mỗi khi hầu chuyện Hòa Đế mà có Âm hậu bên cạnh, bà càng cẩn trọng lời nói, hỏi mới dám đáp chứ không tranh tiếng cùng Hoàng hậu. Hòa Đế biết Đặng Tuy dụng tâm lương khổ, cảm thán mà nói:“Tu tâm dưỡng tính, lại gian nan như vậy sao?". Về sau Đế-Hậu bất hòa, mỗi lúc Hòa Đế triệu hạnh thì Đặng Tuy đều thoái thác cáo bệnh. Khi ấy Hòa Đế lần lượt mất đi hoàng tử, Đặng Tuy lo lắng hậu tự không nhiều, liền hiến dâng hiền nữ cho Hòa Đế ngự hạnh, mong muốn giúp hoàng gia khai chi tán diệp. Tuy nhiên, hành động của bà đã khiến cho Âm hoàng hậu phẫn nộ.

### Hiền huệ phong Hậu
Năm Vĩnh Nguyên thứ 13 (101), Hán Hòa Đế lâm bệnh, ở trong Chương Đức cung hạ chỉ: "Không ai được vào nếu không được gọi". Nghĩ Hòa Đế không qua khỏi, Âm hậu nói với mọi người sau khi Hòa Đế mất sẽ đắc chí trả thù Đặng quý nhân. Cung nữ tên Triệu Ngọc vì thương Đặng quý nhân nên lén đi báo, Đặng Tuy ca thán: "Ta dụng tâm đối đãi Hoàng hậu, không những không được lòng cảm thương của người, lại bị xem là tội đồ. Ta tuy thân phận đàn bà, nhưng cũng xin như Chu Công thỉnh mệnh giúp bệnh Chu Vũ vương; Việt Cơ tự sát vì Sở Chiêu vương. Như thế, trên có thể báo đáp thiên ân của Hoàng đế, dưới có thể bảo toàn gia tộc họ Đặng tránh họa diệt môn, tránh cho bản thân ta bị biến thành Nhân trư nhục nhã". Ngay sau đó, bà lệnh cho cung nữ thị tỳ chuẩn bị hương án để làm lễ rồi định tự sát. Nhưng người cung nữ nghĩ ra kế hoãn binh, nói dối rằng bệnh của Hoàng đế đã giảm nên bà bèn thôi tự vẫn. 2 ngày sau đó, Hòa Đế quả nhiên khỏi bệnh.
Năm Vĩnh Nguyên thứ 14 (102), Âm hậu bí mật nhờ bà ngoại là Đặng Chu (鄧朱) nuôi trùng độc hại Đặng quý nhân, còn thực hiện thuật Vu cổ. Hoàng đế hạ chỉ giam lỏng rồi phế truất. Đặng quý nhân khi đó nhiều lần thỉnh cầu Hán Hòa Đế tha thứ cho Hoàng hậu mà không thành. Sau khi bị phế, Âm hậu u uất qua đời. Hán Hòa Đế sủng ái Đặng Tuy nhưng bà viện cớ bệnh nghiêm trọng, thâm cư bế hộ mà cự tuyệt thị tẩm. Lúc này quản sự thỉnh trọng lập Hoàng hậu, Hán Hòa Đế nói: "Hoàng hậu tôn sư, cùng Hoàng đế vị của Trẫm là một thể, quý trọng ngang nhau, thừa tự tông miếu xã tắc, vì thiên hạ mẫu, không dễ dàng a! Trong hậu cung chỉ có Đặng Tuy phẩm đứng cao nhất, thực xứng là người làm chủ Hậu vị". Mùa đông năm đó, Đặng Tuy được lập làm Hoàng hậu, trước đó bà đã nhiều lần từ chối, còn tự thân viết thư nói bản thân đức mỏng hạnh bạc, không dám nhận vị trí Hoàng hậu.
Khi ấy, các quan lại địa phương cống tiến rất nhiều châu báu để mong Hoàng đế để ý tới. Đặng hoàng hậu từ khi nhập chủ Trung cung, chủ trương cần kiệm, bèn đề nghị bãi bỏ lệnh tiến cống châu báu mà chỉ yêu cầu các quan cống một ít giấy mực. Hành động đó của bà được Hán Hòa Đế khen là tiết kiệm. Khi Hòa Đế tỏ ý muốn phong cho người nhà Đặng hậu giữ chức vụ lớn trong triều, bà từ chối mà chỉ đề nghị phong anh bà là Đặng Chất giữ chức võ quan hạng trung là Dũng sĩ Trung lang tướng.

## Lâm triều xưng chế

### Thời Hán Thương Đế
Năm Nguyên Hưng nguyên niên (105), Hán Hòa Đế qua đời khi mới 27 tuổi. Việc lựa chọn người kế vị do Đặng hậu quyết định. Khi đó, Hòa Đế có hai người con trai. Con lớn là Lưu Thắng và con nhỏ là Lưu Long, đều là con của phi tần. Lưu Thắng lên 8 tuổi bị tật nguyền, Lưu Long thì mới 100 ngày tuổi đang gửi nuôi ở ngoài. Đặng hậu sai người đón Lưu Long về cung kế vị, tức là Hán Thương Đế. Bà phong cho Lưu Thắng làm Bình Nguyên vương (平原王), còn mình trở thành Hoàng thái hậu, lâm triều nhiếp chính.
Khi ấy, các cung nhân của Hán Hòa Đế là phải ra khỏi cung đến lăng viên cung phụng Tiên Đế. Đặng thái hậu thương tiếc các phi tần là Chu thị và Phùng thị, bèn ban chiếu thư viết:
| “                         | 朕与贵人托配后庭，共欢等列，十有余 年。不获福祐，先帝早弃天下，孤心茕茕，靡所瞻仰，夙夜永怀，感怆发中。今当以旧典分归外园，惨结增叹，燕燕之诗，曷能喻焉？其赐贵人王青盖车，采饰 辂，骖马各一驷，黄金三十斤，杂帛三千匹，白越四千端。 . Ta cùng với chúng Quý nhân hầu cận Tiên Đế tại hậu đình, cùng hưởng thụ sung sướng hơn 10 năm. Tiếc thay Tiên Đế sớm ngự long thăng thiên, cô đơn cô độc, mất đi nơi dựa vào, ngày đêm bi thương, hiện hẳn là chiếu theo lệ cũ lui về ngoại viên, thảm kết tăng thán. Trước kia Trang Khương của nước Vệ đưa bài thơ "Yến yến", khóc lóc thảm thiết, nay cũng không thể tả được cảnh đau thương này. Nay ta ban cho Quý nhân một xe vương thanh, thải sức lộ, tham mã mỗi thứ bốn con ngựa; hoàng kim 30 cân, 3.000 thất tạp bạch, 4.000 đoạn bạch việt. | ” |
| — Đặng Thái hậu ban chiếu | |   |

Đặng thái hậu giữ quyền chấp chính, ra chiếu thư xưng "Trẫm" (朕), được quần thần xưng "Quyền tá trợ thính chính" (權佐助聽政), thực tế nắm quyền hành tối cao của nhà Hán lúc bấy giờ. Để nắm vững quyền hành, bà bắt đầu dùng ngoại thích, phong cho anh là Đặng Chất làm Xa kỵ tướng quân (車騎將軍), kiêm "Nghi đồng Tam tư" (儀同三司), các em trong họ Đặng cũng được phong Liệt hầu; mẹ Đặng thái hậu là Âm phu nhân được phong tước Tân Dã quân (新野君), thực ấp 10.000 hộ. Đồng thời, Đặng thái hậu còn trọng dụng các hoạn quan của Hòa Đế là Thái Luân. Bà còn tin dùng Ban Chiêu, một nữ sử gia uyên bác về học thức và đức độ, cũng là em gái của nhà sử học Ban Cố.
Trong thời gian điều hành triều chính, Đặng thái hậu chú ý đến việc sử dụng tư hình, đặc biệt là khâu thẩm vấn các bản án của người trong cung. Có người được Hòa Đế sủng ái là Cát Thành bị vu oan, vì thế triều đình hạ lệnh Dịch đình ngục khảo vấn, khẩu cung từ bản tường trình minh bạch không lầm. Thế nhưng Đặng thái hậu cảm thấy Cát Thành được Hòa Đế sủng ái nhưng hằng ngày đều khiêm nhường biết lễ, bèn đích thân tự điều tra kĩ càng, quả nhiên phát hiện Cát Thành bị oan uổng. Trong cung không có ai không thán phục, suy tôn Đặng thái hậu thánh minh anh triết.
Về phương diện khác, Đặng thái hậu không tin quỷ thần, nên hay bãi bỏ những tục lệ tế tự không cần thiết mà lại tốn kém. Bà lại chiếu lệnh đặc xá những người phạm tội vĩnh viễn không được xuất sĩ của hai nhà Mã, Đậu và những người bị vu oan bởi các thuật quỷ thần từ thời Kiến Vũ Hán Quang Vũ Đế. Những chức quan cúng tế, cần quá nhiều tiền cũng bị lược bỏ, trừ đi dần dần đã tiết kiệm hơn mấy nghìn vạn lượng. Quận quốc cống nạp vật phẩm, Đặng thái hậu cũng lệnh đều giảm đi hơn phân nửa. Nô dịch ở Thượng Lâm uyển đều phóng thích, Họa sư cung đình giảm đi hơn 30 người; các nơi Ngự phủ, Thượng phương, Chức thất cẩm tú, Băng hoàn, Khỉ du, Kim ngân, Châu ngọc, Tê tượng, Vương độc mạo chuyên sản xuất các đồ quý giá phục vụ thú vui trong hoàng cung đều bị đình chỉ không làm. Lại chiếu lệnh các vị Quý nhân, Cung nhân của tiên triều ở tại các lăng viên có thành viên tông tộc tuổi già sức yếu, không thể làm việc được nữa thì lập tức báo danh sách cho Viên giám, tự đến Bắc Cung chờ quan sát, sau đó thực hiện miễn trừ, được hơn 600 người.
Hán Thương Đế chỉ ở ngôi được 8 tháng đã qua đời. Chỉ còn lại Bình Nguyên vương Lưu Thắng là con duy nhất của Hán Hòa Đế, nhưng Đặng thái hậu e ngại vì trước đây bà đã không lập Thắng, nếu lúc đó lại lập có thể sau này Thắng sẽ trả thù bà, vì vậy bà cùng Đặng Chất quyết định lập người khác trong hoàng tộc là Lưu Hỗ - con của Thanh Hà Hiếu vương Lưu Khánh con trưởng của Hán Chương Đế và là anh ruột của Hán Hòa Đế – lúc đó mới 12 tuổi lên ngôi, tức là Hán An Đế. Bà tiếp tục nắm quyền điều hành. Do liên tiếp Hòa, Thương nhị Đế đại tang, dân mỏi quân mệt, Đặng thái hậu giảm rất nhiều nghi lễ của Thương Đế, chỉ bằng 1 phần 10 theo thường lệ.

### Thời Hán An Đế
Khi Hán An Đế vừa được lập, Đặng thái hậu lâm triều ban chiếu, việc bà làm đầu tiên là chấn chỉnh ngoại thích họ Đặng. Bà cử với Tư lệ Giáo úy, Hà Nam doãn, Nam Dương Thái thú nhận chỉ rằng:
| “                          | 每览前代外戚宾客，假借威权，轻薄，至有浊乱奉公，为人患苦。咎在执法怠懈，不辄行其罚故也。 今车骑将军骘等虽怀敬顺之志，而宗门广大，姻戚不少，宾客奸猾，多干禁宪。其明加检敕，勿相容护。 . Ta thường nhìn đến khách khứa ngoại thích, quyền uy ngang với hoàng thất, khinh bạc phù phiếm, cứ thế đục loạn làm theo việc công, làm hại dân tâm. Tất xấu của họ đều ở chỗ lười biếng lêu lỏng, không tuân thủ pháp độ. Nay Xa Kỵ Tướng quân Đặng Chất, tuy lòng dạ kính thuận phụng mệnh, nhưng người trong tông tộc lũy thoái suy đồi, môn khách trong phủ gian trá giảo hoạt, đa số đều từng phạm vào hiến chương của quốc triều. Ta mệnh nên nghiêm túc kiểm tra và chỉnh đốn, tuyệt không được ung dung che chở. | ” |
| — Đặng Thái hậu chiếu lệnh | |   |

Từ đây, ngoại thích họ Đặng không có đặc quyền gì được đại xá cả, Đặng thái hậu nghiêm khắc răng dạy tông thân, không ai dám trái. Anh trai bà là Đặng Chất, được bái "Xa Kỵ tướng quân" đứng đầu triều đình, theo công lao đáng lẽ nên có tước Liệt hầu, Đặng thái hậu định phong làm Thượng Thái hầu (上蔡侯), thực ấp từ 10.000 hộ lại tăng thêm 3.000 hộ nữa, Đặng Chất khiêm tốn mà chối từ mãi, đến nỗi Đặng thái hậu giận ông ra mặt. Vì sợ em gái cả giận, Đặng Chất tự mình vào cung trình bày, mãi sau thì Đặng thái hậu mới chấp nhận không phong tước cho ông nữa. Bên cạnh đó, bà cũng cảm khái Âm hậu bị phế năm xưa, nhân Âm hậu đã qua đời, bèn ban đặc xá cho người họ Âm trở về, trả lại của cải. Đại thần Tư không Chu Chương (周章), vì muốn lập Bình Nguyên vương nên không bằng với việc điều hành của họ Đặng, bèn am mưu làm chính biến, bắt Đặng Chất cùng Trịnh Chúng rồi sẽ bắt Đặng thái hậu. Nhưng việc đó bị phát hiện, Chương phải tự sát.
Năm Vĩnh Sơ nguyên niên (107), người Khương nổi dậy, dân tộc này vốn bị chính quyền nhà Hán áp bức từ nhiều thập niên. Cuộc nổi dậy có quy mô lớn, lan ra các vùng đất bây giờ là Thiểm Tây, Cam Túc và phía Bắc Tứ Xuyên và quân lính của người Khương cũng bất ngờ tấn cong vào Sơn Tây, áp sát kinh đô Lạc Dương. Đặng thái hậu lệnh Xa Kỵ tướng quân Đặng Chất đánh dẹp, đích thân cùng Hán An Đế đưa tiễn tại Bình Lạc quan. Cuộc nổi loạn kéo dài đến tận năm 118, khiến cho phía Tây đế quốc trở nên tàn mạt vì chiến tranh, nhưng Đặng Chất đã khải hoàn trở về, dẹp yên sự việc. Cũng trong thời gian này, hạn hán, thiên tai xảy ra khắp nơi. Đặng thái hậu thân đến Lạc Dương quan xá, xem kỹ ký lục có tình huống oan khuất nào không. Có một tù nhân thật sự không có giết người nhưng bị định tội, Đặng thái hậu trực tiếp triệu đến xem xét, truy vấn ra được oan tình nên bà đã bắt quan lại ngục Lạc Dương phải đền tội. Kịp khi sự việc kết thúc thì trời đổ mưa. Năm Vĩnh Sơ thứ 3 (109), Nam Hung Nô nhận thấy nhà Đông Hán sau bạo loạn của người Khương sẽ trở nên suy yếu, bèn đem quân đến biên giới quấy nhiễu. Đặng thái hậu ra lệnh tăng cường binh mã, người ngựa đều hùng dũng khiến Hung Nô khiếp sợ, bèn triều cống như cũ, từ đấy về sau Nam Hung Nô không còn dòm ngó đến biên cương nhà Hán nữa.
Sự ức chế ngoại thích của Đặng thái hậu được anh trai Đặng Chất kế thừa. Đặng Chất thân là Xa Kỵ tướng quân, quyền khuynh thiên hạ, sau khi bình định người Khương, danh tiếng đã nổi khắp cả nước, thế nhưng ông bản tính thuần hậu và khiêm tốn, rất được em gái Đặng thái hậu nể trọng. Khi Hán An Đế kế vị, nhiều lần phát sinh đạo tặc cùng phản loạn, Đặng Chất chủ trương chính sách của Đặng thái hậu, thực hiện tiết kiệm, còn tiến cử những hiền thần như Hà Chiếu (何熙), Lý Hợp (李郃), Dương Chấn (杨震), Trần Thiền (陈禅) để quản lý quốc chính, vì thế thiên hạ lại lần nữa yên ổn, Đặng Chất rất được dân chúng yêu kính.
Năm Vĩnh Sơ thứ 4 (110), Tân Dã quân Âm phu nhân, mẹ của Đặng thái hậu qua đời, các anh trai của bà tạm thời dừng chức để tang 3 năm. Dưới sự gợi ý của Nữ quan Ban Chiêu, bà tán thành và khi hết hạn mãn tang, bà trao cho họ nhiều chức vụ vô thực để duy trì ngoại thích họ Đặng. Thế nhưng Đặng Chất cùng người họ Đặng kiên quyết từ chối, Đặng thái hậu khuyên cũng không được, bèn nghĩ cách không phong chức tước cao nhưng vẫn tham dự được chính sự, bà cho họ chức vụ gọi là "Phụng triều thỉnh" (奉朝请), địa vị dưới Tam công mà trên Liệt hầu, mỗi lần có quốc gia đại sự, liền dẫn đầu bá quan, cùng Tam công và Cửu khanh tham nghị chính sự. Trong thời gian nhiếp chính, Đặng thái hậu rất chú trọng việc học hành, cùng theo học sử sách với Ban Chiêu, xuất thân từ gia tộc có truyền thống chuộng thi sách. Bà coi Ban Chiêu như thầy, học thêm cả thiên văn, số học. Bà còn mời những người tài giỏi vào cung chỉnh lý kinh sách và dạy các cung nữ. Bà được đánh giá là người đã làm hưng thịnh phái Kinh học.

### Không hoàn chính
Thời gian nhiếp chính của một Hoàng thái hậu thường tối đa 10 năm, khi Hoàng đế trưởng thành sẽ phải lui về hậu cung, trao trả chính sự cho Hoàng đế. Thế nhưng khi Hán An Đế được 12 tuổi, được xem là tuổi trưởng thành, Đặng thái hậu vẫn không có động thái hoàn chính.
Thời gian Đặng thái hậu nhiếp chính có hiệu quả rất lớn đối với chính quyền Đông Hán, điều này ai cũng biết và công nhận, nhưng Hán An Đế vẫn là Hoàng đế danh chính ngôn thuận, việc Thái hậu không hoàn chính mặc dù Hoàng đế đã trưởng thành khiến nhiều người cảm thấy bất bình. Đại thần Lang trung Đỗ Căn, trước tình cảnh đó đã cùng một số người đồng suy nghĩ dâng chiếu thư khuyên Thái hậu trả quyền bính cho Hoàng đế. Đặng thái hậu giận lắm, ra lệnh quân lính đánh chết đám người Đỗ Căn trước cửa điện.
Việc Đặng thái hậu lâm triều nhiều năm không hoàn chính cũng khiến cho người họ Đặng sợ hãi. Có người trong tộc Thái hậu là Đặng Khang (邓康), vì duyên cớ này mà thường cáo bệnh không vào triều. Thái hậu cho quan tỳ đến hỏi rõ chuyện. Khi đó trong cung tỳ nữ ra vào, nhiều lời thị phi, trong đó những người từ nhỏ ở trong cung đều được gọi là [Trung đại nhân; 中大人]. Người Đặng thái hậu phái đến vốn trước kia từng là tỳ nữ trong phủ Đặng Khang, khi đến gặp thì tự gọi là Trung đại nhân, Đặng Khang quát mắng:"Ngươi là từ trong phủ của ta mới vào cung, sao dám tự xưng như vậy?!". Tỳ nữ tức giận, về cung liền đặt điều nói xấu Đặng Khang với Đặng thái hậu, gặp khi Thái hậu rất nghiêm khắc với người trong tộc, bèn bãi đi chức quan của Đặng Khang, còn loại ông ta ra khỏi tông tịch.

## Qua đời

### Tuyên bố hoàn chính
Năm Vĩnh Ninh thứ 2 (121), tháng 2, Đặng thái hậu lâm bệnh, bà vẫn cố lâm triều, và một trong những đại sự cuối cùng bà làm được là lập Hoàng tử Lưu Bảo làm Hoàng thái tử. Khi ấy Thái hậu đã bệnh rất nặng, truyền ngồi kiệu lên trước đại điện, bà chợt thấy Thị trung, Thượng thư và các quan đến hướng Bắc cung nơi vừa tu sửa cung điện của Thái tử. 
Sau đó, Đặng thái hậu quay về tẩm điện, ban chiếu đại xá thiên hạ, thưởng cho các Viên quý nhân cùng Cung nhân của Tiên Đế, lại ra chiếu chỉ:
| “                                       | 朕以 无德，托母天下，而薄祐不天，早离大忧。延平之际，海内无主，元元厄运，危 于累卵。勤勤苦心，不敢以万乘为乐，上欲不欺天愧先帝，下不违人负宿心，诚 在济度百姓，以安刘氏。自谓感彻天地，当蒙福祚，而丧祸内外，伤痛不绝。顷 以废病沉滞，久不得侍祠，自力上原陵，加咳逆唾血，遂至不解。存亡大分，无 可奈何。公卿百官，其勉尽忠恪，以辅朝廷。 . Trẫm vô đức mà phải lãnh vị mẫu nghi thiên hạ, mà cao thiên không trợ ta, thật khiến ta ưu sầu. Thời Diên Bình, trong nước vô chủ, bình dân vận rủi, quốc gia nguy với đại họa. Ta cần cù chăm chỉ, một mảnh khổ tâm, không dám lấy cơ nghiệp tổ tông làm trò đùa, trên không thẹn với sự phó thác của Tiên Đế, dưới không thẹn với khát vọng của dân sinh, ngày ngày thành tâm thành ý ở chỗ cứu tế an độ chúng sinh, làm yên ổn giang sơn họ Lưu. Chính ta cảm thấy mình đã không phụ lòng phó thác, nhưng Hòa Đế rồi Thương Đế lẫn Tân Dã quân lần lượt qua đời, trong ngoài đều có tang, ta đau xót không dứt. Gần đây bệnh cũ trầm trọng, lâu nay không hầu từ đường tông miếu, tự thân lên tế Nguyên lăng, nhưng gặp chướng bệnh, đến nay thân thế không gắng gượng được nữa. Sinh tử tồn vong, thọ mệnh đại nạn, là không thể nề hà. Công khanh quan lại trong triều, nên nỗ lực tận trung khác thận, phụ trợ triều đình cùng Hoàng đế. | ” |
| — Chiếu thư lâm chung của Đặng Thái hậu | |   |

Ngày 13 tháng 3 (tức ngày 17 tháng 4 dương lịch) năm đó, Hoàng thái hậu Đặng thị băng hà, tại vị 20 năm, chung niên 41 tuổi, thụy hiệu là Hòa Hi hoàng hậu (和熹皇后). Ngày 26 tháng 3, hợp táng cùng Hán Hòa Đế vào Thuận lăng (顺陵).

### Gia tộc bị hại
Đặng thái hậu mất khi Hán An Đế đã 28 tuổi, chính thức thân chính, phong Xa Kỵ tướng quân Đặng Chất làm Thượng Thái hầu (上蔡侯), thêm Đặc tiến. Các hoạn quan Giang Kinh (江京), Lý Nhuận (李閏) do mâu thuẫn gay gắt với nhà họ Đặng, đã đồng mưu với nhũ mẫu của Hán An Đế là Vương Thánh (王聖) nói xấu Đặng thái hậu rất nhiều.
Không lâu sau khi Đặng thái hậu qua đời, bọn họ sai khiến một cung tỳ từng bị Đặng thái hậu trách phạt tố cáo các em trai của Xa Kỵ tướng quân Đặng Chất là Đặng Khôi, Đặng Hoằng, Đặng Xương cùng Thượng thư Đặng Phóng muốn phế bỏ An Đế mà lập Bình Nguyên vương Lưu Dực (刘翼) lên thay. Hán An Đế cực kỳ giận dữ, bèn ra lệnh hạch tội Đặng Khôi đại nghịch vô đạo, do đó đem Tây Bình hầu Đặng Quảng Đức, Diệp hầu Đặng Quảng Tông, Tây Hoa hầu Đặng Trung, Dương An hầu Đặng Trân cùng Đô Hương hầu Đặng Phủ Đức phế làm thứ dân. Đặng Chất bị miễn bãi Xa Kỵ tướng quân, bị bắt trở về đất phong. Tông tộc họ Đặng đều miễn quan về quê, bị tịch thu hết toàn bộ điền trang và của cải, còn Đặng Phóng cùng người nhà thì bị lưu đày đến biên quận. Bởi vì Thừa chỉ quận huyện ra sức bức bách, Đặng Quảng Tông cùng Đặng Trung sau đó tự vẫn. Riêng Đặng Chất bị giam ở đất phong, Hán An Đế cải phong làm "La hầu" (罗侯), liền tháng 5 thì tuyệt thực mà chết. Đường đệ của Đặng Chất là Hà Nam doãn Đặng Báo, Độ Liêu tướng quân Vũ Dương hầu Đặng Tuân cùng Đặng Sướng cũng theo đó mà tự sát. Riêng Đặng Quảng Đức do là thân thuộc của An Tư Diêm hoàng hậu nên được đặc xá.
Vụ việc xảy ra, Đại tư nông Chu Sủng (朱宠) bất bình cho Đặng thái hậu cùng Đặng Chất, liền dâng sớ căn ngăn và minh oan, thế rồi bị Thượng thư Trần Trung (陈忠) vốn hiềm khích với họ Đặng buộc tội, Chu Sủng bị bãi miễn. Bá tánh phần lớn đều minh oan cho Đặng Chất, Hán An Đế bị áp lực nên trách phạt toàn bộ quan viên đã hại chết những người nhà họ Đặng, sau đó chấp thuận đem thi thể của Đặng Chất cùng những người đã tự vẫn về an táng tử tế tại Mang Sơn. Sau đó, nhóm huynh đệ trong họ Đặng dần dần được tha về lại Lạc Dương, công khanh đều tham gia lễ tang Đặng Chất do Hán An Đế chủ trì.
Thời Hán Thuận Đế, thương cảm Đặng thái hậu cùng Đặng Chất, nên tái thiết triều kiến được quy định dưới thời Đặng thái hậu, lại cấc nhắc những tông thân của Đặng Chất được 12 đều làm Lang trung.

## Nhận định
Hoàng thái hậu Đặng Tuy thường được đánh giá là hiền minh - một điều tương đối hiếm thấy trong lịch sử nhà Hán, hơn nữa bà còn là Thái hậu từng nhiếp chính, một việc dễ gây cái nhìn tiêu cực của người đời sau dành cho bà. Danh tiếng của bà sánh được với Minh Đức Mã Hoàng hậu, nên gọi chung là [Mã Đặng hiền hậu].
Trong thời quốc chính, Hoàng đế còn nhỏ, một mình Đặng Tuy tích cực lèo lái chính trị, chuyển nguy thành an, giúp Đông Hán vượt qua 10 năm hạn hán đầy khó khăn, lại có công lao trấn áp người Khương. Có thể nói cục diện nguy hiểm nhất của Đông Hán, nếu không có công lao của Đặng Tuy, thì đã khiến nhà Hán bị chấm dứt ngay từ lúc đó. Cho nên học giả Lưu Nghị (劉毅) từng đánh giá bà là [Hưng diệt quốc, Kế tuyệt thế; 興滅國，繼絕世]. Thế nhưng cũng như các Hoàng thái hậu triều Hán, vấn đề chính trị đã khiến Đặng Tuy phạm phải quốc kị: ["Phế trường lập ấu"], hơn nữa khi Hán An Đế đã có thể thân chính, Đặng thái hậu vẫn giữ mãi quyền bính không chịu trao trả. Mặc dù vậy, Đặng Tuy cũng không hồ đồ phạm sai lầm quá mức giao quyền cho ngoại thích họ Đặng, đây cũng là điểm đáng khen trong thời gian mà bà nắm quyền.
Học giả đời Thanh là Thái Đông Phiên (蔡东藩) nhìn nhận khá đanh thép về Đặng Tuy:
| “ | 邓后以贤德见称，迹其行谊，殆亦得半失半，瑜不掩瑕。和帝崩后，应援立嗣以长之大经，谘询群臣，然后定议，奈何遽以生经百日之婴儿，骤使嗣位？谓非贪立幼主，希揽政权，其谁信之？及幼主已殇，又徒与亲兄定策，迎立清河王子祜，一朝元首，乃出自兄妹二人之私意，试问国家建置三公，果何为乎？且临朝未几，即封兄弟四人为侯，违反祖制，专顾私亲，而其他之煦煦为仁，转不足道。 . Đặng hậu vì có tiếng hiền đức mà được ca ngợi, xét về hành vi cũng được này mất kia, rốt cuộc không thể lấy đó mà xóa nhòa. Khi Hòa Đế băng, Đặng hậu đáng lẽ nên vì nghĩa mà lập Trưởng kế vị, hỏi ý quần thần, sau đó định nghị, ấy mới là theo phép khuôn mẫu của pháp định. Thế mà lại vội lập đứa bé còn đang quấn tã làm Tự Hoàng đế, cho hỏi đó là phép gì? Dựa vào việc này, mà nói Đặng hậu không ham lập đứa trẻ ranh để dễ bề kiểm soát chính thể, ai có thể tin được? Khi Ấu chúa vong mệnh, Hậu lại cư nhiên bí mật bàn cùng anh trai, nghênh lập Thanh Hà vương tử Hỗ, vốn là Phiên thuộc chuẩn định, nay bắt đầu nhập Tự chỉ vì ý riêng của hai anh em họ Đặng. Thử hỏi quốc gia kiến lập Tam công, chẳng lẽ để không? Hậu lâm triều nhiều lần, phong 4 anh em tước Hầu, trái với tổ chế, chuyên cố tư thân. Còn chuyện dốc lực cho hoàng thất, cử đạo ân huệ, vốn không đáng nói đến. | ” |
| — Lập kế tự Thái hậu tái lâm triều, Giải trọng vi phó úy liên tễ lỗ (立继嗣太后再临朝-解重围副尉连毙虏) | |   |

## Phim ảnh
| Năm  | Phim ảnh truyền hình   | Diễn viên | Thủ vai nhân vật     |
| 2014 | 《Ban Thục truyền kỳ》 | Lý Thạnh  | Hòa Hi Đặng thái hậu |